# Fritz Jarchov
Fritz Jarchov (* 1934 in Eutin; † 1983 in Heidelberg) war ein deutscher Architekt, Maler und Grafiker.

## Leben
Jarchov erhielt eine malerische Ausbildung als Gymnasiast in Eutin bei Oskar Kehr-Steiner. Er studierte zwischen 1955 und 1960 Architektur an der Technischen Hochschule München. 1959 heiratete er seine Frau Inge und war nach der Übersiedlung in deren Wohnort Neckargemünd als Entwurfsarchitekt unter anderem in den Architekturbüros von Albrecht Lange und Hans Mitzlaff sowie von Carlfried Mutschler tätig.
Ab 1971 arbeitete er als selbständiger Architekt und freischaffender Maler und Grafiker im Rhein-Neckar-Raum. 1972 wurde er in den Deutschen Werkbund berufen. In den 1960er Jahren folgte eine prägende Auseinandersetzung mit dem Heidelberger Künstler Will Sohl. 1979 war er Gründungsmitglied der Heidelberger Künstlergruppe 79. 1983 beging er Suizid.

## Werk
In seinem architektonischen Werk beschäftigte sich Jarchov, der mit seinen Bauten auch ein gesellschaftspolitisches Engagement verband, neben utopischen Entwürfen (Brückenstadt Heidelberg, Bürgerhaus Heidelberg) vor allem mit dem ökologischen Bauen und der künstlerischen Gestaltung von Außenanlagen (Neckaruferbebauung Nord in Mannheim; Siedlung Neue Heimat in Karlsruhe-Hagsfeld), die er beispielsweise auf dem Heidelberger Universitätsgelände gemeinsam mit dem Bildhauer Hans Nagel gestaltete. Für seine architektonische Arbeit wurde er mehrfach ausgezeichnet.
Seine grafisch-malerische Arbeit umfasste neben Ölbildern mit zeichnerischen Elementen und grafischen Werken (Radierungen, Illustrationen) auch die Gestaltung von Informationssystemen in Krankenhäusern und Universitätsgebäuden (Diakonie Kork in Kehl, Landeskrankenhaus Hirsau, Gebäude der Theoretischen Medizin des Universitätsklinikums Heidelberg). Ab 1975 widmete er sich neben seiner künstlerischen und architektonischen Arbeit auch dem Straßentheater und der szenischen Fotografie.
Sein künstlerisches Werk befindet sich in Sammlungen des Kurpfälzischen Museums der Stadt Heidelberg, in der Kunsthalle zu Kiel, im Theatermuseum im Schloss Wahn (Köln) und in der Kunsthalle Mannheim.

## Auszeichnungen
- 1972: Berufung in den Deutschen Werkbund
- 1980: Preis des Bundes Deutscher Architekten (BDA) für die Gebäudegruppe Süd-Asien-Institut Hörsäle und Medizinische Institute der Universität Heidelberg
- 1981: Preis des BDA für das Projekt Neckaruferbebauung Nord in Mannheim
- 1981: Preis des Bund Deutscher Landschaftsarchitekten (BDLA) für das Projekt Neckaruferbebauung Nord in Mannheim

## Einzelausstellungen (Auswahl)
- 1964: Galerie Senatore, Stuttgart
- 1964: Kabinett Dr. Hanna Griesebach, Heidelberg
- 1967: Orangerie Eutin, Schleswig Holsteinische Landesmuseen Schloss Gottorf
- 1968: Kunstverein Heidelberg
- 1968: Kunsthalle Mannheim (mit Barbara Bredow, Dieter Lahme, Heinz Pohle und Peter Schnatz)
- 1973: Nationaltheater Mannheim
- 1976: Galerie Melnikow Heidelberg
- 1979: Galerie am Marstall, Heidelberg
- 1981: Kunstverein Bruchsal
- 1987: Kunstverein Heidelberg
- 1988: Kunsthalle zu Kiel
- 1994: Galerie Graf, Heidelberg
- 2007: Galerie Charlier, Berlin
- 2008: Galerie Mönch, Berlin

## Schriften
- Meine Utopie Heidelberg. Ein Städtebau-Modell. In: Übermorgen. (Beilage des Mannheimer Morgen), Februar 1971, S. 1–4.
- Wenn du nich brav büs, kümms Du in dat ruge Hus. In: der architekt. Nr. 12 (Themenheft Bauten der Psychiatrie), 1979, S. 547–549.